# جون إيبرهارد كارلبيرج
جون إيبرهارد كارلبيرج (بالسويدية: Johan Eberhard Carlberg)‏ هو مهندس معماري سويدي، ولد في 24 فبراير 1683 في غوتنبرغ في السويد، وتوفي في 22 أكتوبر 1773 في City of Stockholm (former municipality) ‏ في السويد.